# Aeroporto di Ilhéus
L'aeroporto Jorge Amado è uno scalo aereo brasiliano che serve la città di Ilhéus, nello stato di Bahia.

## Storia
Negli anni trenta gli idrovolanti Condor e Panair do Brasil che viaggiavano verso il nord del Brasile facevano uno scalo obbligatorio in città. Il 19 maggio 1938 fu scelta un'area di 370.670 m² per la costruzione dell'aerodromo di Pontal. Costruito per supportare gli aerei durante la seconda guerra mondiale, l'aeroporto era amministrato dalla Força Aérea Brasileira. All'epoca, la pista era realizzata in materiale poco duraturo e in una posizione diversa da quella attuale, e solo negli anni '50 è stata asfaltata.
Il 10 marzo 1981, Infraero ha assunto la gestione dell'aeroporto e ha realizzato una serie di lavori come l'ampliamento e la ristrutturazione del terminal passeggeri, nonché la costruzione di recinzioni e muri di sicurezza.
Nel 2007 l'ANAC (Agenzia Nazionale di Valutazione Civile) ha ordinato di accorciare la pista dell'aeroporto di Ilhéus di 110 metri, a causa della sua vicinanza alla strada BA-001, che passa davanti a uno delle sue estremità. Dopo questo provvedimento, TAM ha smesso di operare voli con gli Airbus A320, che hanno una maggiore capacità di trasporto passeggeri e merci, passando agli Airbus A319.
Il 22 agosto 2017, l'aeroporto Jorge Amado è stato consegnato da Infraero al governo dello Stato di Bahia, in modo da poter avviare il processo di concessione del terminal al settore privato. Il nuovo concessionario dell'aeroporto di Ilhéus ha assunto la gestione della struttura il 3 novembre 2018 dopo quasi un mese di gestione assistita con formazione del personale e dei vari team.